# Nelson Faria
Nelson Faria (Belo Horizonte, 1963. március 23. –) brazil dzsesszzenész, dzsesszgitáros és gitáros.

## Diszkográfia
- Ioiô (1993) Perfil Musical
- Beatles, um tributo Brasileiro (1998) Solo Music
- Janelas Abertas (1999) Lumiar Discos
- Tres/Three (2000) Independente
- Nelson Faria (2003) Independente
- Vento Bravo (2005) Independente
- Nosso trio ao Vivo (2006) DVD Independente
- Buxixo (2009) Delira Musica ; Gilson Peranzzettával
- Leila Pinheiro, Banda Pequi e Nelson Faria (2010) UFG
- Nelson Faria & Frankfurt Radio Bigband Live in Frankfurt (2011)
- Na esquina de Mestre Mignone (2012) Gustavo Tavaresszel
- 'Céu e mar' (2012) label: Far Out; Leila Pinheiróval